# Paragnetina spinulifera
Paragnetina spinulifera és una espècie d'insecte plecòpter pertanyent a la família dels pèrlids que es troba als territoris del Caucas i Anatòlia.